# Niña... amada mía
Niña... amada mía (no Brasil: Menina Amada Minha) foi uma telenovela mexicana produzida por Angelli Nesma Medina para a Televisa e exibida pelo Canal de las Estrellas, entre 27 de janeiro a 27 de junho de 2003, substituindo Así son ellas e substituída por Velo de novia.
Se trata de um remake das novelas venezuelanas Las amazonas e Quirpa de tres mujeres, produzidas em 1985 e 1996, respectivamente. Foi a primeira telenovela mexicana gravada em vídeo de alta definição, porém, não foi transmitida neste formato.
A trama foi protagonizada por Karyme Lozano, Sergio Goyri, Mayrín Villanueva, Otto Sirgo, Ludwika Paleta e Julio Mannino e antagonizada por Mercedes Molto, Juan Pablo Gamboa, Eric del Castillo, Roberto Palazuelos, Cecilia Gabriela e Emilia Carranza. 

## Sinopse
Clemente Soriano é um homem poderoso, que tem tudo na vida: é milionário, tem três lindas filhas e casou-se recentemente com Karina, sua jovem e atraente secretária. Porém, seu passado está repleto de segredos obscuros, e a aparente felicidade em que vive logo será ameaçada por seu antigo inimigo, Octavio Uriarte, que é arquiteto. A família Uriarte odeia Clemente, pois o culpa pela morte de Servando, irmão de Octavio e filho de Doña Socorro. Servando e Clemente eram sócios e amigos até que Clemente o traiu; Servando morreu de dor e Clemente aproveitou a situação para roubar também o amor de sua viúva.
Isabela é a filha mais velha de Clemente. Ela é uma mulher jovem, forte e determinada que adora o pai, mas não consegue perdoá-lo por ter se casado com Karina, em quem Isabela não confia. Um dia, Isabela quase atropela um homem com seu carro. Este homem é Víctor Izaguirre, o novo veterinário da fazenda de Clemente. Isabela se apaixona por Víctor mesmo já estando noiva de César, um treinador de cavalos da fazenda. Quando Isabela descobre que Víctor e Karina têm um relacionamento, seu ciúme a consome por dentro e ela sofre terrivelmente. Porém, Víctor também tem sido realmente vítima das intrigas e manipulações de Karina, pois para ele não existe outra mulher senão Isabela.
Diana é a segunda filha de Clemente. Ela é muito insegura de si mesma e tem algumas dúvidas se sua profissão de arquiteta é o que realmente a fará feliz. Mauricio, um velho amigo da escola de arquitetura que está secretamente apaixonado por ela, apresenta-a ao seu antigo professor universitário, que acaba por ser Octavio Uriarte. Apesar do ódio entre as duas famílias, nasce um grande amor entre Octavio e Diana. Mas Clemente, como esperado, se oporá ferozmente ao relacionamento e tentará destruí-lo. 
Carolina é a caçula das irmãs Soriano, que voltou recentemente dos Estados Unidos, onde estuda. Para agradar a mãe, Rafael, um jovem de boa família, mas descompromissado e interessado, começa a cortejá-la com a aprovação de Clemente, interessado apenas no status econômico e social que ser marido de uma soriano lhe trará. No entanto, Carolina se apaixona por seu amigo de infância, Pablo, um menino pobre, mas honesto, filho de Paz, babá das irmãs Soriano e a única da casa que conhece todos os segredos de Clemente.
Quando Clemente descobre que Carolina e Pablo estão apaixonados, ele se recusa a aceitar o relacionamento e inventa uma mentira covarde dizendo que os dois são irmãos. Com o coração partido, Carolina se casa com Rafael. Paz, que sabe que a suposta ligação do filho com Carolina é uma mentira absoluta, confronta Clemente, mas ele avisa que se ela não ficar calada, o filho sofrerá as consequências. Devido à mentira do pai, a vida de Carolina com Rafael se torna um verdadeiro inferno, já que ele passou a abusar da esposa.
Agora as três irmãs devem lutar por sua felicidade mesmo tendo que enfrentar seu pai, que com suas intrigas e sua obsessão para que seu segredo nunca seja conhecido acaba destruindo a vida de suas filhas, que são a única coisa que ele já teve. teve e sempre terá durante toda a sua vida.

## Elenco[4]
- Karyme Lozano - Isabela Soriano Rivera
- Sergio Goyri - Víctor Izaguirre
- Mayrín Villanueva - Diana Soriano Rivera
- Otto Sirgo - Octavio Uriarte
- Ludwika Paleta - Carolina Soriano Rivera
- Julio Mannino - Pablo Guzmán / Pablo Criollo Guzmán
- Eric del Castillo -  Clemente Soriano
- Mercedes Molto - Karina Sánchez de Soriano
- Juan Pablo Gamboa - César Fábregas / Armando Sánchez
- Roberto Palazuelos - Rafael Rincón del Valle
- Isaura Espinoza - Paz Guzmán de Criollo
- Roberto Ballesteros - Melchor Arrieta
- Antonio Medellín - Pascual Criollo
- Socorro Bonilla - Casilda de Criollo
- Eugenia Cauduro - Julia Moreno
- Rafael del Villar - Pedro Landeta
- Mariagna Prats - Pintora Mariagna Prats
- Luis Gatica -  Jorge Esparza
- Cecilia Gabriela - Consuelo Mendiola de Izaguirre
- Emilia Carranza - Socorro de Uriarte
- Norma Lazareno - Judith Alcázar de Rincón del Valle
- Patricia Martínez - Trinidad "Trini" Osuna
- Myrrah Saavedra - Gloria de Arrieta
- Roberto D'Amico - Lic. Juan Hurtado
- Arlette Pacheco - Zulema Contreras
- Ricardo Vera - Lic. Arizmendi
- Fernando Robles - Sr. Robles
- Óscar Traven - Lic. Óscar Alvarado
- Jan - Arq. Mauricio Barocio
- Janina Hidalgo - Ángeles
- Giovan D'Angelo - Arq. Edgar Toledo
- Yuliana Peniche - Luz Arrieta
- Jorge de Silva - Ringo
- Bibelot Mansur - Sofía "Chofi" Juárez Peña de Landeta
- Citalli Galindo - Dra. Susana Iturbide de Esparza
- Raúl Magaña - Danilo Duarte
- Óscar Ferreti - Horacio Rivero
- José Antonio Ferral - Pedro
- Ramiro Torres - Ignacio "Nacho" Fábregas Moreno
- María Fernanda Rodríguez - Ximena Izaguirre Mendiola
- Marijose Valverde - Pilar "Pili" Izaguirre Mendiola
- Lucía Leyba - Beatriz "Betty"
- Isaac Castro - José "Pepe" Mejía
- Víctor Luis Zúñiga - Juanito
- Víctor Noriega - Servando Uriarte
- Marisol Santacruz - Isabela Lucía Rivera vda. de Uriarte / de Soriano
- Rafael Amador - Agente Gustavo Pérez
- Sergio Sánchez - Agente Héctor Ibarra
- Fidel Zerda - Santos
- Rubén Morales - Teniente Manuel Arroyo
- Jorge Pascual Rubio - Teniente Luis Ochoa
- Florencia Ferret - Gladys
- Polly - Lic. Ibáñez
- José Luis Avendaño
- Francisco Avendaño
- Rosángela Balbó
- Maleni Morales
- Amparo Garrido
- Ismael Larumbe
- Alejandra Meyer
- Manuel Raviela
- Samuel Gallegos
- Héctor Ávila
- María Elena Sandoval
- Martha Ortiz
- Martha Tirado
- Ivonne Corona
- Leopoldo Frances
- Teodoro Acosta
- José Alfredo Castillo
- Cynthia Arvide
- Cristana Garay
- Ángel Klunder

## Exibições

### No México
Foi reprisada pelo seu canal original entre 07 de janeiro a 16 de maio de 2008 substituindo Cañaveral de pasiones e sendo substituída por María Mercedes.
Foi reprisada pelo TLNovelas de 7 de fevereiro a 29 de abril de 2022 substituindo Caer en Tentación e sendo substituída por Rubí.

### No Brasil
No Brasil foi exibida pelo SBT entre 26 de janeiro e 17 de maio de 2004, em 81 capítulos, substituindo No Limite da Paixão, na faixa inicial do horário nobre. A novela sofreu com cortes devido à baixa audiência, acabando com 29 capítulos a menos que o original.
Foi exibida pela primeira vez pelo TLN Network entre 19 de novembro de 2012 a 18 de abril de 2013 substituindo A Madrasta e sendo substituída por Abraça-me muito forte.
Foi exibida pela segunda vez pelo TLN Network entre 16 de maio a 13 de outubro de 2016 substituindo A Outra e sendo substituída por Paixão.
Foi exibida pela terceira pelo TLN Network entre 02 de outubro de 2023 a 01 de março de 2024 substituindo Maria Isabel e  sendo substituída por Meu Coração é Teu.

## Classificação Indicativa
Nesta exibição, a emissora ignorou a portaria do Ministério da Justiça, que classificou a telenovela mexicana como inadequada para antes das 20h.

## Audiência

### No México
Em sua exibição original, a trama alcançou média de 25,9 pontos.

### No Brasil
No Brasil, a novela oscilava entre 4 e 7 pontos diários, e trama acabou com média geral de 5.17 pontos, um fracasso para o horário, cuja meta era de 10 pontos.

## Versões
- A primeira versão foi a telenovela venezuelana Las amazonas, produzida pela Venevisión em 1985, sob a direção de César Miguel Rondón e que contou com as atuações de Hilda Carrero, Corina Azopardo, Alba Roversi e Eduardo Serrano, entre outros.
- A segunda versão foi a telenovela, também venezuelana, Quirpa de tres mujeres, produzida por Venevision em 1996 e que contou com as atuações de Gabriela Spanic, Mónica Rubio e Fedra López.
- Uma nova versão foi a telenovela Las Bandidas produzida pela RTI para Televisa e RCN em 2013, gravada em sua totalidade na Venezuela, esta versão é protagonizada por Ana Lucia Dominguez, Marco Mendez, Daniela Bascopé e Marjorie Magri.
- Uma quarta versão foi a telenovela Las amazonas (2016) produzida pela Televisa em 2016, que contou com as atuações de Danna García, Andrés Palacios, Victoria Ruffo, César Évora e Jacqueline Andere.

## Prêmios

### Premios TVyNovelas 2003
| Categoria                    | Pessoa            | Resultado |
| ---------------------------- | ----------------- | --------- |
| Melhor telenovela            | Angelli Nesma     | Nomeada   |
| Melhor atriz protagonista    | Karyme Lozano     | Nomeada   |
| Melhor ator protagonista     | Sergio Goyri      | Nomeado   |
| Melhor atriz antagonista     | Mercedes Molto    | Nomeada   |
| Melhor ator antagonista      | Juan Pablo Gamboa | Nomeado   |
| Melhor atriz co-protagonista | Eugenia Cauduro   | Ganhadora |
| Melhor atriz principal       | Emilia Carranza   | Nomeada   |
| Melhor ator principal        | Eric del Castillo | Nomeado   |
| Melhor revelação feminina    | Mayrín Villanueva | Ganhadora |
| Melhor revelação masculina   | Julio Mannino     | Nomeado   |
| Melhor direção de cena       | Alfredo Gurrola   | Nomeado   |